# Comté d'Oxford (Maine)
Pour les articles homonymes, voir Comté d'Oxford et Oxford (homonymie).
Le comté d'Oxford, en anglais : Oxford County, est un comté de l'État du Maine, aux États-Unis. Son siège de comté est la ville de Paris. Lors du recensement des États-Unis de 2010, sa population était de 57 833 habitants. Il a été créé en 1805 par détachement d'une partie des comtés de York et Cumberland.

## Géographie
Le comté a une superficie de 5 634 km2, dont 5 382 km2 en terre ferme.

### Géolocalisation
|                                  | Comté de Franklin |                      |
| Comté de Coös (New Hampshire)    | Comté d'Oxford    | Comté d'Androscoggin |
| Comté de Carroll (New Hampshire) | Comté de York     | Comté de Cumberland  |

### Municipalité régionale de comté adjacente
- Le Granit Québec (nord)